# Pheidole acutidens
Pheidole acutidens es una especie de hormiga de la subfamilia Myrmicinae. Es endémica de Argentina. 

## Fuente
- Social Insects Specialist Group 1996.  Pheidole acutidens.   2006 IUCN Lista Roja de Especies Amenazadas; bajado 10 de agosto de 2007.